# Bruchus fetsaou
Bruchus fetsaou là một loài bọ cánh cứng trong họ Bruchidae. Loài này được Boisduval miêu tả khoa học năm 1869.